# Ilario da Viterbo
Prete Ilario da Viterbo  ou Ilario Zacchi da Viterbo (Viterbe, ... - ...) est un peintre italien gothique qui a été actif  au XIVe siècle en Ombrie et dans le nord du Latium.

## Biographie
Bien que contemporain des primitifs italiens de la pré-Renaissance et de Giotto, Ilario da Viterbo travailla dans le style gothique encore en vigueur. 
Il est surtout connu pour le retable polyptyque  de l'autel de la Portioncule de la Basilique Sainte-Marie-des-Anges d'Assise datant de 1393. Ce retable fut longtemps recouvert d'argent pour le protéger des fumées des cierges et il ne fut visible que récemment après sa restauration.

## Œuvres
- Annunciazione e Storie del Perdono di Assisi (1393), retable polyptyque  en six panneaux de l'autel de la Portioncule, Basilique Sainte-Marie-des-Anges d'Assise :
  - Annonciation, panneau central
  - François se jette parmi les épines pour vaincre la tentation,
  - François arrive à la  Portioncule, accompagné par deux anges,
  - Dans la contemplation de la Vierge et de Jésus, François demande l'indulgence plénière (« il Perdono »),
  - François demance confirmation au pape,
  -  François annonce à tous ce grand don reçu du Christ et de l'église.

- San Francesco d'Assisi riceve le stimmate, Orazione di Cristo nell'orto di Gethsemani, diptyque sur bois, Collection Bartolini Salimbeni Vivai, Florence
- Madonna con Bambino e angeli, tabernacle, pinacothèque, Assise.
- Madonna con Bambino in trono, Chiesa di S. Agostino, Soriano nel Cimino.
- Madonna con Bambino in trono, fresque, Chiesa di S. Maria Maggiore, Tuscania.
- San Rocco, fresque, Chiesa di S. Francesco, Viterbe.
- Madonna con Bambino, fresque, Chiesa di S. Giovanni in Zoccoli, Viterbe.
- Crocifissione di Cristo con san Giovanni Battista e san Giacomo Maggiore, fresque, Chiesa di S. Maria Nuova, Viterbe.

## Sources
- Fondation Federico Zeri : page des œuvres (N&B)